# Дијего Ривера
Дијего Марија де ла Консепсион Хуан Непомусено Естанислао де ла Ривера и Баријентос Акоста и Родригез (шп. Diego María de la Concepcíon Juan Nepomuceno Estanislao de la Rivera y Barrientos Acosta y Rodríguez; Гванахуато, 8. децембра 1886 — Мексико, 25. новембра 1957) био је мексички муралиста. Његови мурали са социјалним темама се могу видети у историјском центру града Мексико.

## Биографија
Ривера је рођен као један од близанаца у Гванахуату у Мексику, од Марије дел Пилар Баријентос и Дијега Ривере Акосте, добростојећег пара. Његов брат близанац Карлос умро је две године након њиховог рођења. Говорило се да имају порекло Конверсо (шпански преци који су у 15. и 16. веку били принуђени да пређу из јудаизма у католичанство). Ривера је 1935. написао: „Моје јеврејство је доминантан елемент у мом животу.“
Ривера је почео да црта са три године, годину дана након што му је умро брат близанац. Када су га ухватили како црта на зидовима куће, родитељи су на зидове поставили табле и платно како би га охрабрили.

## Бракови и породице
Након пресељења у Париз, Ривера је упознао Анђелину Белоф, уметницу из предреволуционарног Руског царства. Венчали су се 1911. године и добили сина Дијега (1916–1918), који је умро млад. У то време Ривера је био у вези и са сликарком Маријом Воробиеф-Стебелска, која је родила ћерку Марику Ривера 1918. или 1919.
Ривера се развео од Белоф и оженио са Гвадалупе Марин и она је постала његова друга жена у јуну 1922. године, након повратка у Мексико. Имали су две ћерке заједно: Рут и Гвадалупе.
Још увек је био ожењен када је у Мексику упознао студенткињу уметности Фриду Кало. Започели су страсну везу и, након што се развео од Марин, Ривера се 21. августа 1929. оженио Кало. Он је имао 42, а она 22 године. Њихова међусобна неверства и његова насилна нарав резултирало је разводом 1939, али су се поново венчали 8. децембра 1940. у Сан Франциску, Калифорнији.
Годину дана после смрти Фриде Кало, 29. јула 1955, Ривера се оженио Емом Хуртадо, његовом менаџерком.

## Лична уверења
Ривера је био атеиста. На његовом муралу Dreams of a Sunday in the Alameda приказан је Игнацио Рамирез како држи знак са натписом: "Бог не постоји". Ово дело је изазвало хаос, али Ривера је одбио да уклони натпис. Слика није приказана девет година - све док Ривера није пристао да уклони натпис. Изјавио је: „Да бих потврдио да„ Бог не постоји “, не морам се скривати иза дон Игнасија Рамиреза; ја сам атеиста и сматрам да су религије облик колективне неурозе.“

## Каријера у Мексику
Његови мурали, накнадно осликани само фрескама, бавили су се мексичким друштвом и имали су ефекта на револуцију у земљи 1910. године. Ривера је развио свој властити стил заснован на великим, поједностављеним фигурама и одважним бојама са астечким утицајем који је јасно присутан на фрескама у Секретаријату за јавно образовање у Мексико Ситију започетој у септембру 1922. године, чији је циљ био сто двадесет и четири фреске, а завршена 1928.
Од 1916. је наизменично боравио у Мексику и Шпанији, где је имао прилике да се упозна са личностима као што су били Рамон Марија дел Ваље-Инклан, Алфонсо Рејес или Пабло Пикасо. Постао је члан Комунистичке партије Мексика 1922. и од тада је почео да слика мурале са социјалним темама у јавним зградама града Мексика, који су извршили велики утицај на муралистички покрет у Мексику и уопште у Латинској Америци. 
Ривера је сликао фреске у главној сали и ходнику на Аутономном пољопривредном универзитету Шапинго. Такође је насликао фрескопис под називом Плодна земља у капели универзитета између 1923. и 1927. Плодна земља приказује револуционарне борбе мексичких сељака (пољопривредника) и радничке класе (индустрија) делом кроз приказ чекића и српа придружен звездом у софиту капеле. У фресци „Пропагандиста“ показује на други срп и чекић. На муралу је жена са класјем у свакој руци, коју уметнички критичар Антонио Родригез описује као дочаравање астечке богиње кукуруза у својој књизи Canto a la Tierra: Los murales de Diego Rivera en la Capilla de Chapingo.
Лешеви револуционарних хероја Емилијана Запате и Отилија Монтање приказани су у гробовима, а њихова тела оплођују поље кукуруза горе. Сунцокрет у средишту сцене „велича оне који су умрли за идеал и који су препорођени, преображени у плодно кукурузно поље нације“, пише Родригез. Мурал такође приказује Риверину супругу Гвадалупе Марин као плодну голу богињу и њихову ћерку Гвадалупе Ривера као херувима.
Фреска је мало оштећена у земљотресу, али је од тада поправљена и дотакнута, остајући у нетакнутом облику.

## Интернационална каријера
Између 1932. и 1933. Ривера је извршио главну комисију: двадесет и седам фреско-паноа, на зидовима унутрашњег двора Института за уметност у Детроиту. Део трошкова платио је Едсел Форд, потомак предузетника.
Био је врло активан у САД, где су његове комунистичке теме изазивале велике полемике, нарочито Човек на раскршћу (енгл. Man at the Crossroads), мурал са Лењиновим портретом на Рокфелеровом центру у Њујорку из 1933, који је на крају уклоњен.
Током макартизма педесетих година 20. века, у дворишту је постављен велики знак који је бранио уметничке заслуге фрески док је његову политику нападао као „одвратну“.
Године 1934. поново је осликао исти мурал на Палати лепих уметности (шп. Palacio de Bellas Artes) у граду Мексику. Ова верзија је названа „Човек, контролор универзума“.